# Faxe Ladeplads
Faxe Ladeplads – miasto w Danii, w regionie Zelandia, w gminie Faxe.